# جودي ستون
جودي ستون (بالإنجليزية: Judy Stone)‏ هي مغنية أسترالية، ولدت في 1942.

## وصلات خارجية
- جودي ستون على موقع ميوزك برينز (الإنجليزية)
- جودي ستون على موقع ديسكوغز (الإنجليزية)